# Banco Itaú (Paraguay)
El Banco Itaú Paraguay S.A. es un banco paraguayo filial del banco brasileño Itaú Unibanco. Es el segundo banco más grande del pais en cantidad de activos solo por detrás de Sudameris.

## Historia
Fue fundado en 1978 como Interbanco S.A, propiedad del Banco Nacional de Minas Gerais. En 1995 Banco Nacional fue adquirido por el grupo Unibanco.
En 2010, como resultado de la fusión entre Unibanco y el Banco Itaú en 2008, pasó a llamarse Banco Itaú Paraguay S.A.
A finales de 2020, Jose Britez Infante asumió como CEO en reemplazo del brasileño Andre Gailey, siendo la primera vez que un paraguayo ocupa este cargo.